# Joseph Lejoindre
Pour les articles homonymes, voir Lejoindre.
Joseph Lejoindre est un homme politique français né le 1er juillet 1798 à Haguenau (Bas-Rhin) et mort le 8 juillet 1858 à Wissembourg (Bas-Rhin).

## Biographie
Juge d'instruction à Wissembourg, il est député du Bas-Rhin de 1834 à 1836, siégeant au centre gauche, avec le Tiers-parti. Il est ensuite président du tribunal de Wissembourg.